# 沙特·賓華馬
穆罕默德·沙特·賓華馬（阿拉伯語：محمد سعيد بن رحمة；1995年8月10日—）是一名阿爾及利亞足球運動員，目前効力沙特聯球隊尼奥姆，阿爾及利亞國家足球隊成員，位置為翼鋒及進攻中場。
賓華馬在尼斯開始他的職業生涯，後來在他的早期職業生涯中被借用到昂熱、阿些斯奧和查多魯。在2018年夏季轉會窗轉會到賓福特後，他在英冠中嶄露頭角，他為此西倫敦球會出場83場及射入27球後。在2021年借用形式加盟韋斯咸，期後永久轉會至此東倫敦球會。

## 俱樂部生涯

### 尼斯
賓華馬在阿爾及利亞球會NRB Bethioua作為一名翼鋒開始他的青年軍生涯。在移居法國並於2013年加入Balma SC、Colomiers和法甲球會尼斯。在2013-14賽季，他在領隊克勞德·佩爾的帶領下完成職業生涯的首次上陣，但他大部分時間都在預備隊出賽，他在2013年至2016年間為預備隊出場37次並特入11球。賓華馬在2014-15賽季為一隊出場的三場中射入一球，並在2015-16賽季射入兩球。
腳踝受傷和領隊盧遜·法維爾的到來導致賓華馬在他職業生涯後期的大部分時間都被球會借用至其他球會，在法甲球會昂熱和法乙阿些斯奧和查多魯。賓華馬於2018年7月離開安聯里維耶拉球場，為球會在效力期間出場18次並射入3球。

### 賓福特
2018年7月6日，賓華馬搬到英格蘭，與英冠球會賓福特簽訂一份為期4年的合約，其後可以選擇再延長一年，轉會費並未公開，據報導為270萬英鎊。2018年8月14日，他在英格蘭聯賽盃首圈以4-2擊敗修安聯的比賽中為球會第三次出場並射入他的首個入球。六週後，賓華馬在9月29日與雷丁2-2打和的比賽中犯規領了兩次黃牌後，得到在賓福特效力期間第一次被紅牌，被罰出場。在12月傷愈復出後，賓華馬於2019年1月中旬進入正選陣容，在14場聯賽中射入9球。他被提名為1月和2月PFA球迷月份最佳球員獎，他在5-1戰勝赫爾城的比賽中射入帽子戲法的其中一球，被選為2月的金球和賓福特本賽季的金球。2019年4月上旬因腳踝受傷結束賓華馬的2018-19賽季，當時他已經出場45次，射入11球。
賓華馬錯過賓福特的整個2019-20賽季季前熱身賽的賽程，並於2019年8月中旬才能重返球場比賽，然後在8月下旬重返正選陣容。在2019-20賽季，他的表現讓他被選為賓福特球迷年度最佳球員，併入選了PFA年度最佳陣容，賓華馬出場46次，射入17球，其中包括兩個帽子戲法。他在賓福特參加2020年英冠升班附加賽決賽期間的表現讓他贏得2020年1月PFA球迷月度最佳球員和2020年7月該月最佳球員獎。此外，他還被提名為2020年倫敦足球獎英格蘭足球聯賽年度最佳球員獎和2019-20年PFA球迷英冠年度最佳球員獎。
在連續第二次季前轉會猜測之後，賓華馬在2020-21賽季常規賽初期被排除在主教練托馬斯·法蘭克的正選陣容之外，他在2020年9月26日與米禾爾1-1打和的比賽上於73分鐘入替沙治·卡諾斯，作為本賽季首次亮相。在接下來的比賽中，他在聯賽盃對陣西倫敦的對手富咸的比賽中首次正選上陣，他在第四圈3-0的勝利中的表現和他的第二個入球分別獲得此場最佳球員和本圈的金球獎。

### 韋斯咸
2020年10月16日，賓華馬與英超球會韋斯咸簽了為期一個賽季的借用協議，並同意其後可買斷永久轉會。10月31日，他入替出場並在聯賽中以2-1負於利物浦的比賽中首次亮相。在12月11日以2-1戰勝列斯聯的比賽中，他首次入選正選陣容。
2021年1月29日，借用交易提前終止，因為韋斯咸與賓華馬簽訂一份永久合約，以便為即將加盟的積斯·連加特騰出本土借用名額。球會同意支付2500萬英鎊外加500萬英鎊的附加條款。轉會費使賓華馬成為僅次於施巴斯坦·賀拿和菲臘比·安達臣後。轉會費第三高的球員。2021年5月15日，賓華馬在聯賽作客1-1與白禮頓打和的比賽中射入他在韋斯咸的首個入球。

## 國家隊生涯
2015年9月，賓華馬被徵召到阿爾及利亞國家隊參加對幾內亞和塞內加爾的友誼賽。2015年10月13日，他在對陣塞內加爾的比賽中首次上陣，當時他在領先1-0時的70分鐘入替巴格達·布內賈。一個月後，賓華馬被徵召參加兩場2018年國際足協世界盃外圍賽對陣坦桑尼亞的比賽，但沒有出場。賓華馬在2018-19賽季在球會賓福特的表現令他獲得兩次2019年非洲國家盃預選賽的徵召，他在2019年3月26日以1-0 戰勝突尼斯的比賽中以正選出場，贏得他的第二次國家隊出場機會。他入選阿爾及利亞於2019年非洲國家盃的預選球員名單，但他因傷被迫退出。
2021年11月12日，在2022年國際足協世界盃外圍賽中，賓華馬在作客4-0戰勝吉布提的比賽中射入他的第一個國際賽入球。其後，他入選阿爾及利亞國家隊參加2021年非洲國家盃的大軍名單。

## 個人生活
賓華馬出生在阿爾及利亞艾因泰穆尚特，並在西迪貝勒阿巴斯長大。他在11歲時隨父母移居法國圖盧茲，並持有法國護照。賓華馬的父親於2020年1月去世，他公開將他隨後的五個入球中的每一個都獻給父親。

## 生涯數據

### 球會
最後更新：2022年4月28日
| 尼斯 II         | 2013–14  | 法業餘C組 | 12  | 3  | —  | — | — | — | —  | — | — | — | 12  | 3  |
| 尼斯 II         | 2014–15  | 法業餘C組 | 13  | 5  | —  | — | — | — | —  | — | — | — | 13  | 5  |
| 尼斯 II         | 2015–16  | 法業餘C組 | 2   | 0  | —  | — | — | — | —  | — | — | — | 2   | 0  |
| 尼斯 II         | 2016–17  | 法業餘D組 | 10  | 3  | —  | — | — | — | —  | — | — | — | 10  | 3  |
| 尼斯 II         | 總計     | 總計      | 37  | 11 | 0  | 0 | 0 | 0 | 0  | 0 | 0 | 0 | 37  | 11 |
| 尼斯            | 2013–14  | 法甲      | 5   | 0  | 0  | 0 | 0 | 0 | 0  | 0 | — | — | 5   | 0  |
| 尼斯            | 2014–15  | 法甲      | 3   | 1  | 0  | 0 | 0 | 0 | —  | — | — | — | 3   | 1  |
| 尼斯            | 2015–16  | 法甲      | 9   | 2  | —  | — | 1 | 0 | —  | — | — | — | 10  | 2  |
| 尼斯            | 總計     | 總計      | 17  | 3  | 0  | 0 | 1 | 0 | 0  | 0 | 0 | 0 | 18  | 3  |
| 昂熱 (借用)     | 2015–16  | 法甲      | 12  | 1  | 1  | 0 | — | — | —  | — | — | — | 13  | 1  |
| 昂熱 II (借用)  | 2015–16  | 法業餘B組 | 3   | 1  | —  | — | — | — | —  | — | — | — | 3   | 1  |
| 阿些斯奧 (借用) | 2016–17  | 法乙      | 15  | 3  | 0  | 0 | — | — | —  | — | — | — | 15  | 3  |
| 查多魯 (借用)   | 2017–18  | 法乙      | 31  | 9  | 3  | 3 | — | — | —  | — | — | — | 34  | 12 |
| 賓福特          | 2018–19  | 英冠      | 38  | 10 | 4  | 0 | 3 | 1 | —  | — | — | — | 45  | 11 |
| 賓福特          | 2019–20  | 英冠      | 43  | 17 | 0  | 0 | 0 | 0 | —  | — | 3 | 0 | 46  | 17 |
| 賓福特          | 2020–21  | 英冠      | 2   | 0  | —  | — | 1 | 2 | —  | — | — | — | 3   | 2  |
| 賓福特          | 總計     | 總計      | 83  | 27 | 4  | 0 | 4 | 3 | 0  | 0 | 3 | 0 | 94  | 30 |
| 韋斯咸          | 2020–21  | 英超      | 30  | 1  | 3  | 0 | — | — | —  | — | — | — | 33  | 1  |
| 韋斯咸          | 2021–22  | 英超      | 30  | 6  | 2  | 0 | 2 | 0 | 11 | 3 | — | — | 45  | 9  |
| 韋斯咸          | 總計     | 總計      | 60  | 7  | 5  | 0 | 2 | 0 | 11 | 3 | 0 | 0 | 78  | 10 |
| 生涯總計        | 生涯總計 | 生涯總計  | 257 | 62 | 13 | 3 | 7 | 3 | 11 | 3 | 3 | 0 | 292 | 71 |

1. ↑  英冠升班附加賽（英语：EFL Championship play-offs）出賽
2. ↑  本賽季部分時間是從賓福特借用
3. ↑  歐洲足協歐霸盃出賽

### 國家隊
最後更新：截至2022年1月20日進行的球賽
| 國家隊     | 年份 | 出賽 | 進球 |
| ---------- | ---- | ---- | ---- |
| 阿爾及利亞 | 2015 | 1    | 0    |
| 阿爾及利亞 | 2019 | 2    | 0    |
| 阿爾及利亞 | 2020 | 3    | 0    |
| 阿爾及利亞 | 2021 | 8    | 1    |
| 阿爾及利亞 | 2022 | 3    | 0    |
| 總計       | 總計 | 17   | 1    |

得分和結果首先列出阿爾及利亞的進球數，得分欄顯示每個賓華馬入球後的得分。
| # | 日期           | 場館                       | 對手 | 比分 | 賽果 | 賽事                       |
| - | -------------- | -------------------------- | ---- | ---- | ---- | -------------------------- |
| 1 | 2021年11月12日 | 埃及，開羅，開羅國際體育場 |      | 2–0  | 4–0  | 2022年國際足協世界盃外圍賽 |

## 榮譽

### 球會
韋斯咸
- 歐協聯冠軍 : 2022-23[50]

### 個人
- PFA球迷月份最佳球員：2020年1月[25]
- 英冠月份最佳球員：2020年7月[26]
- 賓福特球迷年度最佳球員：2019–20[21]
- PFA英冠年度最佳陣容：2019-20[22]

## 外部連結
- Soccerway資料庫：沙特·賓華馬